# Puchar Lansdowne
Puchar Lansdowne – przechodnie trofeum przyznawane zwycięzcy spotkań pomiędzy reprezentacjami Irlandii a Australii w rugby union w danym półroczu (nie wliczają się w to mecze Pucharu Świata).

## Historia
Puchar został ufundowany w roku 1999 przez Lansdowne Club of Sydney, którego zadaniem jest tworzenie połączeń biznesowych na linii Australia - Irlandia, i przekazany 10 czerwca 1999 roku przedstawicielom obydwu związków w P. J. O'Brien's Pub w Brisbane. Puchar został ufundowany z okazji dwóch meczów towarzyskich jakie Irlandia miała rozegrać przeciwko Australii w 1999 roku.

## Trofeum
Trofeum zostało wykonane z kryształu przez firmę Waterford Crystal of Ireland, ma kształt pucharu, z przodu widnieją loga obydwu związków rugby.

## Wyniki
| Rok  | Data         | Stadion                                  | Gospodarz | Wynik | Gość      | Zwycięzca meczu | Źródło | Zdobywca trofeum |
| ---- | ------------ | ---------------------------------------- | --------- | ----- | --------- | --------------- | ------ | ---------------- |
| 2018 | 23 czerwca   | Sydney Football Stadium, Sydney          | Australia | 16–20 | Irlandia  | Irlandia        |        |                  |
| 2018 | 16 czerwca   | Melbourne Rectangular Stadium, Melbourne | Australia | 21–26 | Irlandia  | Irlandia        |        |                  |
| 2018 | 9 czerwca    | Lang Park, Brisbane                      | Australia | 18–9  | Irlandia  | Australia       |        |                  |
| 2016 | 26 listopada | Aviva Stadium, Dublin                    | Irlandia  | 27–24 | Australia | Irlandia        |        |                  |
| 2014 | 22 listopada | Aviva Stadium, Dublin                    | Irlandia  | 26–23 | Australia | Irlandia        |        |                  |
| 2013 | 16 listopada | Aviva Stadium, Dublin                    | Irlandia  | 15–32 | Australia | Australia       |        |                  |
| 2010 | 26 czerwca   | Lang Park, Brisbane                      | Australia | 22–15 | Irlandia  | Australia       |        | Australia        |
| 2009 | 15 listopada | Croke Park, Dublin                       | Irlandia  | 20–20 | Australia | Remis           |        | Australia        |
| 2008 | 24 czerwca   | Stadion Docklands, Melbourne             | Australia | 18–12 | Irlandia  | Australia       |        | Australia        |
| 2006 | 19 listopada | Lansdowne Road, Dublin                   | Irlandia  | 21–6  | Australia | Irlandia        |        |                  |
| 2006 | 24 czerwca   | Subiaco Oval, Perth                      | Australia | 37–15 | Irlandia  | Australia       |        | Australia        |
| 2005 | 19 listopada | Lansdowne Road, Dublin                   | Irlandia  | 14–30 | Australia | Australia       |        | Australia        |
| 2003 | 7 czerwca    | Subiaco Oval, Perth                      | Australia | 45–16 | Irlandia  | Australia       |        | Australia        |
| 2002 | 9 listopada  | Lansdowne Road, Dublin                   | Irlandia  | 18–9  | Australia | Irlandia        |        |                  |
| 1999 | 19 czerwca   | Subiaco Oval, Perth                      | Australia | 32–26 | Irlandia  | Australia       |        | Australia        |
| 1999 | 12 czerwca   | Lang Park, Brisbane                      | Australia | 46–10 | Irlandia  | Australia       |        | Australia        |